# Kanton Thiais
Kanton Thiais (fr. Canton de Thiais) je francouzský kanton v departementu Val-de-Marne v regionu Île-de-France. Tvoří ho pouze město Thiais.